# Turó del Pont del Serra
El Turó del Pont del Serra és una muntanya de 972 metres que es troba entre els municipis de Ripoll i de Sant Joan de les Abadesses, a la comarca catalana del Ripollès.